# Heterometra bengalensis
Heterometra bengalensis is een haarster uit de familie Himerometridae.
De wetenschappelijke naam van de soort werd in 1890 gepubliceerd door Clemens Hartlaub.